# Marina af Grækenland og Danmark
Prinsesse Marina af Grækenland og Danmark (græsk: Πριγκίπισσα Μαρίνα της Ελλάδας και της Δανίας; senere Prinsesse Marina, hertuginde af Kent) (30. november 1906 – 27. februar 1968) var en græsk prinsesse, der blev hertuginde af Kent gennem sit ægteskab med den britiske prins George, hertug af Kent.
Marina var den yngste datter af prins Nikolaos af Grækenland og Danmark og storfyrstinde Helena Vladimirovna af Rusland. Kong Georg 1. af Grækenland var prinsesse Marinas farfar. I 1934 giftede hun sig med Prins George, Hertug af Kent, der var en yngre søn af Kong Georg 5. og Dronning Mary af Storbritannien. I ægteskabet mellem Marina og George blev der født tre børn. I 1942 omkom hertug George af Kent ved et flystyrt, mens han gjorde krigstjeneste ved Royal Air Force. Efter sin mands død varetog prinsesse Marina fortsat repræsentative opgaver for det britiske kongehus.
Prinsesse Marina var kusine til kongerne Georg 2., Alexander 1. og Paul 1. af Grækenland, dronningemoderen Helena af Rumænien og den britiske prinsgemal Prins Philip, hertug af Edinburgh. Hun var den sidste udenlandske prinsesse, der giftede sig ind i den britiske kongefamilie.

## Biografi

### Fødsel og familie
Prinsesse Marina blev født den 13. december 1906 i Grækenlands hovedstad Athen. Hun var den tredje og yngste datter af prins Nikolaos af Grækenland og Danmark og storfyrstinde Helena Vladimirovna af Rusland. Hendes far var en yngre søn af den danskfødte Kong Georg 1. af Grækenland, mens hendes mor var datter af Storfyrst Vladimir Aleksandrovitj af Rusland, et ledende medlem af familien Romanov. Blandt hendes oldefædre var dermed både Kong Christian 9. af Danmark og Kejser Aleksandr 2. af Rusland, mens Kejser Nikolaj 1. af Rusland var oldefar til begge hendes forældre. 
Hun blev døbt i den græsk-ortodokse kirke i slutningen af 1906. Hendes faddere var hendes farfar Kong Georg 1. af Grækenland, Kong Edvard 7. af Storbritannien, Mary, Fyrstinde af Wales, hendes farbror Prins Andreas af Grækenland og Danmark, hendes morbror Storfyrst Boris Vladimirovitj af Rusland og hendes tante Storfyrstinde Viktoria Fjodorovna af Rusland.
Prinsesse Marina havde to ældre søskende: Prinsesse Olga og Prinsesse Elisabeth. Prinsesse Olga giftede sig i 1923 med Prins Paul af Jugoslavien, der var prinsregent i Jugoslavien fra 1934 til 1941, mens Prinsesse Elisabeth i 1934 giftede sig med den tyske greve Karl Theodor af Toerring-Jettenbach.

### Opvækst
Prinsesse Marina voksede op med sine to søstre under relativt enkle forhold i forældrenes palæ i Athen, der havde været en bryllupsgave til prins Nikolaos og prinsesse Helena fra Nikolaj 2. af Rusland i anledning af deres bryllup i 1902. Bygningen huser i dag den italienske ambassade. Prinsessernes opdragelse blev varetaget af en engelsk guvernante, Kate Fox, kaldet Nurnie. En gang om året rejste familien til Rusland, hvor de besøgte deres slægtninge fra familien Romanov. Den lille prinsesse og hendes søstre havde der lejlighed til at lege med Nikolaj 2.'s døtre, der var nogenlunde på alder med dem. Familien befandt sig således i Sankt Petersborg, da Første Verdenskrig brød ud i 1914.

### Første Verdenskrig og eksil
Første Verdenskrig blev en problematisk tid i den græske kongefamilies historie. Efter det kom til et brud mellem Prinsesse Marinas morbror, Kong Konstantin 1. og premierminister Elefthérios Venizélos på grund af spørgsmålet om Grækenlands deltagelse i krigen, brød der en borgerkrigslignende tilstand ud i landet, der fra 1915 var delvist besat af Ententemagterne.. I 1917, da Prinsesse Marina var 10 år gammel, blev kong Konstantin 1., der blev opfattet som tyskvenlig, efter pres fra de allierede tvunget til at abdicere til fordel for sin næstældste søn, Alexander, mens hans selv, hans hustru og de øvrige børn gik i eksil i Schweiz. Også Prins Nikolaos, der blev omtalt som "monarkiets onde ånd" af Venizélos' tilhængere, så sig nødsaget til at følge sin bror i eksil med sin familie. De bosatte sig først i Sankt Moritz i Schweiz og efterfølgende i Paris, hvor de levede under beskedne økonomiske forhold. De kunne vende tilbage til Grækenland i 1920, da Kong Konstantin 1. blev genindsat som konge efter Kong Alexanders død. Allerede i 1922 måtte Prinsesse Marina og hendes familie igen gå i eksil, da Kong Konstantin 1. blev endegyldigt afsat.

### Ægteskab
I 1932 mødte prinsesse Marina Prins George af Storbritannien i London. Prins George var den fjerde søn af Kong Georg 5. og Dronning Mary af Storbritannien, og Marinas halvfætter gennem Christian 9. af Danmark. Deres forlovelse blev bekendtgjort i august 1934, og de blev gift den 29. november 1934 i Westminster Abbey i London. Inden brylluppet var Prins George blevet udnævnt til Hertug af Kent den 9. oktober 1934. I ægteskabet mellem Marina og George blev der født tre børn.

### Kongelige pligter
I 1942 omkom hertug George af Kent ved et flystyrt, mens han gjorde krigstjeneste ved Royal Air Force. Efter sin mands død varetog prinsesse Marina fortsat repræsentative opgaver for det britiske kongehus.

## Børn
Hertugen og hertuginden af Kent fik tre børn:
- Prins Edward (hertug af Kent), født 1935, hertug af Kent fra 1942
- Prinsesse Alexandra af Kent, den ærede Lady Ogilvy, født 1936
- Prins Michael af Kent, født 1942

## Titler
- 1906-1934: Hendes Kongelige Højhed Prinsesse Marina af Grækenland og Danmark
- 1934-1961: Hendes Kongelige Højhed Hertuginden af Kent (længere titel: Prinsesse Marina af Grækenland og Danmark, Hertuginden af Kent, grevinde af St. Andrews og baronesse Downpatrick)
- 1961-1968: Hendes Kongelige Højhed Prinsesse Marina, hertuginde af Kent

I 1961 blev prinsesse Marinas ældste søn (Prins Edward (hertug af Kent)) gift med Katharine Worsley. Ved brylluppet overtog Katrine titlen: Hendes Kongelige Højhed Hertuginden af Kent. 
Ifølge traditionen skulle Marina nu have titlen Enkehertuginden af Kent (The Dowager Duchess of Kent). Imidlertid gav dronning Elizabeth 2. hende lov til at føre titlen Prinsesse Marina, hertuginde af Kent. 
Dette var muligt, fordi Marina var prinsesse i egen ret. Efter sit bryllup var Marina forsat prinsesse af Grækenland og Danmark. Efter sønnens bryllup genoptog hun sin personlige titel som prinsesse Marina.     

## Eksterne links
- Wikimedia Commons har flere filer relateret til Marina af Grækenland og Danmark